# إيست هارتفورد
إيست هارتفورد (بالإنجليزية: East Hartford) مدينة تقع في مقاطعة هارتفورد ، ولاية كونيتيكت ، الولايات المتحدة . يبلغ عدد سكان المدينة 49,173 نسمة حسب إحصاء سنة 2005 بينما تبلغ مساحتها 48.7 كيلومتر مربع .

## أعلام
- دينيسون أولمستيد
- بيتر دونكان
- ديان فينورا
- خورخي رودريغيز
- موراي ر. شبيغل